# Виснёвский, Лешек
Ле́шек Виснёвский, или Вишне́вский (пол. Leszek Wiśniowski (Wiśniewski, Wiszniewski); 1831, Самбор, Австрийская империя — 27 ноября 1863, Владимир, Волынская губерния), — один из руководителей отрядов польского восстания 1863 года.

## Биография
Лешек Виснёвский родился в 1831 году в Самборе, Австрийская империя. Сын акушерки.
В 1849 году воевал в Венгрии. За участие в Венгерской революции 1848—1849 годов был осуждён и отбывал заключение в крепости Коморни. Бежал оттуда во Францию, где посвятил себя изучению технических наук. Позднее, будучи дипломированным инженером, до 1861 года работал на строительстве железных дорог в Царстве Польском.
За участие в польских манифестациях 1861 года Лешек Виснёвский был арестован, заключен под стражу и выслан за пределы страны. Из Вроцлава отправился в Вену, где был представлен военному министру и, благодаря протекции родственников, был помилован от прежних приговоров. Поселился во Львове, работал учителем и журналистом.
Как только началось январское восстание 1863 года в Польше, Виснёвский собрал небольшой отряд добровольцев и, возглавив его, перешёл границу Российской империи, начав боевые действия на Волыни. В окрестностях местечка Свинюх его отряд был окружён русскими войсками и после короткой схватки — разбит. Виснёвский бежал в Люблинское воеводство, влился в другой повстанческий отряд Яна Жальплахта, но оставил его в напряжённый момент сражения под Тучапами 18—19 мая 1863 года и отступил за Буг.
Летом 1863 года Лишек Виснёвский снова появился на Волыни и 28 июля вновь был разбит уже под Корытницей. Получив при этом ранение, попал в плен и был доставлен[кем?] в город Владимир-Волынский. По решению военно-полевого суда был приговорён к смертной казни и расстрелян 27 ноября 1863 года во Владимиро-Волынском.